# Gilbert Gaul
William Gilbert Gaul (Jersey City, 31 marzo 1855 – Ridgefield Park, 21 dicembre 1919) è stato un pittore e illustratore statunitense.

## Opere

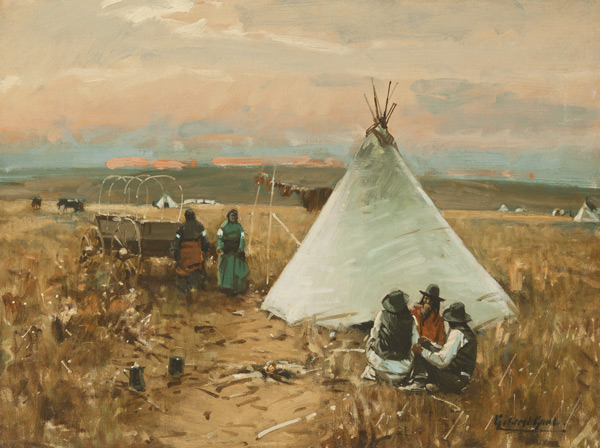
The Pow-Wow, 1890, Sid Richardson Museum, Fort Worth, Texas

È principalmente noto per i soggetti militari che spaziarono dalla guerra civile americana alla prima guerra mondiale, oltre che per i panorami e scene occidentali.